# Pierre Vandier

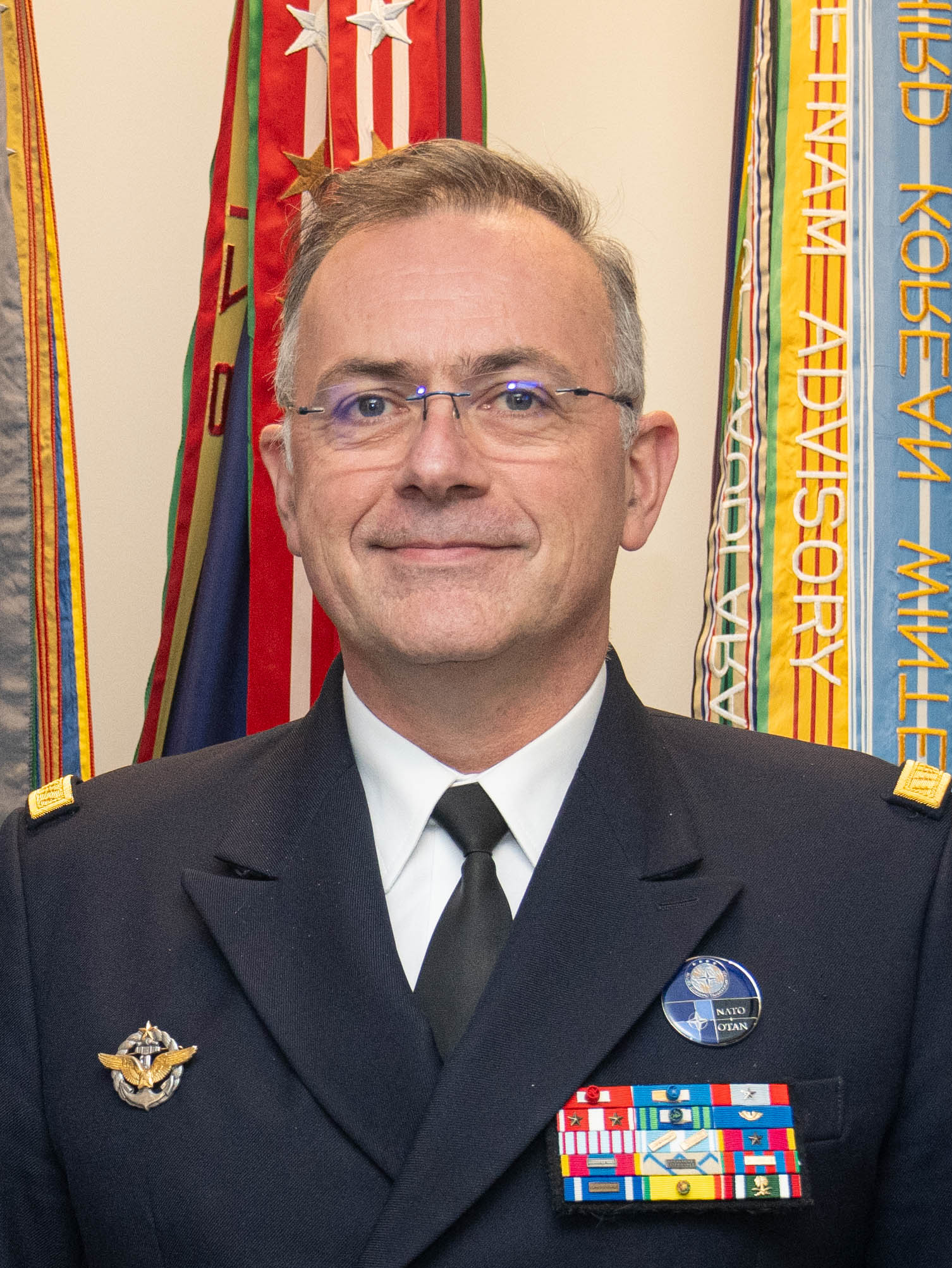
Pierre Vandier (2024)

Pierre Vandier (* 26. Oktober 1967 in Toulon) ist ein französischer Admiral und seit dem 23. September 2024 Supreme Allied Commander Transformation.

## Leben

### Militärischer Werdegang
Pierre Vandier trat 1987 in die Marine Nationale ein und absolvierte den Offizierlehrgang an der École navale in Brest. Anschließend war er auf dem Hubschrauberträger Jeanne d’Arc und dem Patrouillenboot Commandant Bory eingesetzt und nahm mit diesem auch 1991 am Zweiten Golfkrieg teil. 1992 begann er die Ausbildung zum Kampfflugzeugführer in Salon-de-Provence, Tours und zuletzt Hyères, wurde danach auf dem Muster Dassault Super Étendard geschult und anschließend nach Landivisiau nahe Brest zur Flottille 17F versetzt. Mit diesem Geschwader und später der Flottille 11F nahm er mehrfach an Kampfeinsätzen über Bosnien im Rahmen des Bosnienkrieges und ab 1999 über dem Kosovo während des Kosovokrieges teil.
Im Jahr 2001 wurde er auf die Dassault Rafale umgeschult und übernahm von 2002 bis 2004 das Kommando über die erste mit diesem Muster ausgerüstete Einheit, Flottille 12F. 2004 erfolgte ein weiterer Auslandseinsatz in Afghanistan. Anschließend absolvierte Vandier einen Lehrgang am Collège Interarmées de Défense und wurde von 2005 bis 2007 stellvertretender Operationschef an Bord des Flugzeugträgers Charles de Gaulle, der in diesem Zeitraum temporär wiederum an der International Security Assistance Force in Afghanistan beteiligt war. 2007 übernahm er das Kommando über die Fregatte Surcouf.
2009 erwarb er einen Abschluss in Atomantriebstechnik und wurde im Generalstab in der Planungsabteilung verwendet. Er arbeitete hier insbesondere an den Programmen zur Rafale, dem Transporthubschrauber NH90 und dem Kampfhubschrauber Eurocopter Tiger. Danach wurde er im Centre de planification et de conduite des opérations (CPCO) im Verantwortungsbereich Afrika eingesetzt und führte von dort aus die Opération Serval in Mali. Ende Juli 2013 übernahm er das Kommando über die Charles de Gaulle und verlegte mit dieser zweimal in den Indischen Ozean (2013 und 2015).

### Flaggoffizier
Im Januar 2017 wechselte er ins Hauptquartier der Marine als Verantwortlicher für internationale Beziehungen und wurde auf dieser Position zum Contre-Amiral befördert. Im selben Jahr wurde er stellvertretender Kommandant des Arrondissement maritime de la Méditerranée auf dem Stützpunkt Toulon und gleichzeitig dessen Kommandant. 2018 wurde er schließlich Chef du cabinet militaire du ministre français des Armées, Vorsitzender eines Gremiums des französischen Verteidigungsministers, das diesem für seine Entscheidungen zuarbeitet, und zum Vice-Amiral ernannt.
2020 wurde Pierre Vandier Befehlshaber der französischen Marine (Chef d'état-major de la Marine) und erhielt bereits zum 1. Januar 2020 die Ernennung zum Vice-Amiral d’escadre. Die Verwendung behielt er bis Juli 2023, wurde zum Amiral befördert und zum Major général des armées ernannt. Dieser Posten ist der zweithöchste innerhalb der französischen Streitkräfte unterhalb dem Chef d’état-major des armées (CEMA), der vergleichbar dem Generalinspekteur der Bundeswehr ist.
Im Juni 2024 entschied der Nordatlantikrat, dass Vandier im September zum Supreme Allied Commander Transformation ernannt werden soll; am 23. September 2024 fand die Amtsübergabe von Philippe Lavigne an Vandier statt.

### Privates
Pierre Vandier ist verheiratet und hat sechs Kinder.